# Danh sách công ty Áo
Dưới đây là bản danh sách các công ty tiêu biểu của Áo, được phân loại theo chuẩn ICB (Industry Classification Benchmark). Để có thêm thông tin về các loại hình thực thể doanh nghiệp tại quốc gia này và tên viết tắt của chúng, hãy xem "Các thực thể doanh nghiệp tại Áo".
- Agrana ---- đường
- AMAG (metals) -- xem Austria Metall AG
- Andritz—kỹ thuật
- Atomic Skis—skis
- Atronic Austria—máy chơi game casino
- Austria Metall AG—luyện kim
- AVL—automotive kỹ thuật
- Austrian Airlines—hãng hàng không
- Bank Austria—ngân hàng
- BAWAG—ngân hàng
- Billa—siêu thị
- Blum—nội thất
- Böhler-Uddeholm—thép
- Bösendorfer—piano
- bwin—sòng bài trực tuyến
- cyLEDGE—configurators
- Dependeq—máy luyện kim
- Doppelmayr—mountain lifts
- Engel Austria—máy móc
- Erste Bank—ngân hàng
- Fischer—ván trượ tuyết / bộ phận máy bay
- Frantschach—công nghiệp giấy
- GLOCK GmbH—vũ khí nhỏ
- Greiner—đồ nhựa / packaging
- Heinzel Group—công nghiệp giấy
- KTM—sản xuất ôtô
- Lenzing AG—sợi xenlulô
- Magna Steyr—chế tạo ôtô
- Mayr--Melnhof—packaging
- OMV—dầu lửa
- Österreichische Industrieholding AG—government stockholder
- Palfinger—cranes for trucks
- Pfanner Fruchtsäfte—beverages
- Plansee—metallurgy
- Raiffeisen—ngân hàng
- Rauch Fruchtsäfte—beverages
- Red Bull—beverages
- RHI—fireproof industry
- Rosenbauer—fire vehicles
- Semperit—rubber products
- Silhouette—glasses
- Spar Österreich—retail (SPAR group)
- Steyr Mannlicher—weapons / cars, see Magna Steyr
- Strabag—construction
- Swarovski—jewelry and optical instruments
- Telekom Austria—điện thoại
- Umdasch—formwork / shopfitting
- VA Tech—kỹ thuật
- Verbund—utilities
- Voestalpine—sản xuất thép
- Wienerberger—bricks
- Wiener Städtische—insurance
- Zumtobel Lighting Group—lighting